# Théo Layglon
Pas d'image ? Cliquez ici

a Compétitions nationales et continentales officielles uniquement.

Dernière mise à jour le 22 septembre 2021.
Théo Layglon, né le 14 février 2001 à Arles (Bouches-du-Rhône), est un joueur français de rugby à XV. Il évolue au poste de centre avec l'US Montauban.

## Biographie
Né à Arles, Théo Layglon y commence le rugby à XV et après deux saisons, il rejoint le RC Nîmes puis le Montpellier HR.
Il est retenu par le Montpellier HR pour participer à la première édition du Supersevens,.
En 2021, il rejoint l'US Montauban en Pro D2.

## Style de jeu
Lors de ses débuts, Théo Layglon joue d'abord pilier puis au fur et à mesure qu'il grandit et s'affine, il passe deuxième ligne puis troisième ligne pour finalement devenir centre. Il se spécialise au poste de premier centre où on lui demande de fixer les défenses mais aussi de jouer après contact.